# Vadîm Hutțait
Vadîm Markovici Hutțait (ucraineană Вадим Маркович Гутцайт, n. 6 octombrie 1971, Kiev, RSS Ucraineană, URSS) este un fost scrimer ucrainean specializat pe sabie, laureat cu aur pe echipe la Jocurile Olimpice de vară din 1992, care a devenit antrenor. În prezent este conducător sportiv.

## Carieră
S-a apucat de scrimă la vârsta de nouă ani la CiDIuȘ „Dinamo”. Cu Echipa Unificată a fost campion olimpic la Barcelona 1992 și vicecampion mondial în 1991
După ce s-a retras din activitatea competițională, a devenit antrenor de scrimă. În 2001 a fost numit antrenor național al echipelor naționale de sabie din Ucraina. Sub îndrumarea sa, echipa feminină, alcătuită de Olha Harlan, Olha Jovnir, Halîna Pundîk și Olena Homrova, a câștigat la Jocurile Olimpice din 2008 de la Beijing prima medalie de aur olimpică la scrimă din istoria Ucrainei independente. Pentru acest rezultat el a fost numit antrenorul anului. În anul 2010 a devenit și directorul Centrului de pregătire olimpică din Koncia-Zaspa.
În paralel a fost arbitru internațional la floretă și la sabie din cadrul Federației Internaționale de Scrimă. În anul 2012 a fost ales președintele comisiei de arbitraj din cadrul FIE. Din 2000 este vicepreședinte al Federației Ucrainene de Scrimă și din 2004, membru comitetului executiv al Comitetul Național Olimpic Ucrainean.

## Viață personală
Este căsătorit cu fosta campioane de gimnastică ritmică Oksana Andrusenko, care lucrează acum ca prezentatoare de știri la ICTV. Împreună au doi copii, Elina și Mark.

## Legături externe
- en  Prezentare Arhivat în 4 ianuarie 2015, la Wayback Machine. la Confederația Europeană de Scrimă
- en Vadîm Hutțait la Olympedia.org